# Murexina
La murexina o urocanilcolina es una toxina animal presente en los caracoles marinos de la familia Muricidae. Químicamente es un éster de colina del ácido imidazol-4-acrílico. Se conoce una vía de síntesis artificial.
Incluso en pequeñas dosis tiene un potente efecto paralizante sobre las uniones neuromusculares, causando parálisis flácida de los músculos esqueléticos y respiratorios.

## Propiedades
La murexina o urocanilcolina es un ester natural del ácido urocánico y la colina, presente en grandes cantidades en la glándula hipobranquial de los caracoles Murex trunculus y de otros moluscos prosobranquiados. En vertebrados e invertebrados posee un poderoso efecto bloquente de la unión neuromuscular con algunos efectos nicotínicos, pero carece casi por completo de efectos muscarínicos. La acción bloqueante de la murexina, en base a la evidencia clínica y experimental se considera de tipo despolarizante. Es más débil, pero cuantitativamente similar a la que produce el suxametonio. La acción nicotínica de la murexina es mayor que la del suxametonio, tanto en humanos como en animales experimentales.

## Acción farmacológica
La acción básica de la murexina tanto en vertebrados como en invertebrados es la de provocar parálisis de la musculartura esquelética. La muerte deviene secundaria a la parálisis respiratoria. El mecanismo es similar al que presentan decametonio y suxametonio.
La aplicación endovenosa produce parálisis rápida y transiente ya a partir de dosis de 0.5 mg/kg, alcanzando un efecto máximo a los dos minutos y desapareciendo el efecto entre los cuatro y los siete minutos. Se puede obtener una relajación muscular de larga duración por infusión intravenosa continua. Una infusión demasiado rápida provoca la aparición de fasciculaciones musculares, salivación secreción bonquial y lagrimal y frecuentemente evacuación de orina y heces.
La aplicación subcutánea requiere dosis entre 5 y 8 veces mayores que la aplicación endovenosa, la parálisis no aparece sino hasta los 20 minutos y dura entre 1 y 2 horas.
La dosis letal subcutánea en ratones es de aproximadamente 50 mg/Kg, mientras que adminsitrada oralmente la droga es inefectiva incluso a dosis mayores a 1g/Kg.
En aves la muexina, al igual que suxametonio y decametonio provoca contracción, extensión de patas y calambres, (opistótonos) en lugar de parálisis muscular.

## Historia
La murexina fue aislada por primera vez por Erspamer en 1948, su estructura química fue determinada por Erspamer y Benati, en 1953, y la fórmula propuesta fue confirmada por síntesis en 1952 (Parsini, Vercellone, Erspamer).